# David Martot
David Martot est un footballeur français évoluant au poste de milieu de terrain né le 1er février 1981 à Fécamp. Il est depuis 2021 entraîneur au SC Octeville en Régionale 2.

## Biographie
Formé a l'us Fécamp, il commence sa carrière professionnelle au Havre AC et joue pour la première fois avec le club haut-normand alors en Ligue  1 durant la saison 2002-2003. En 2003-2004, le club est relégué en Ligue  2 et David devient au fil des saisons l'un des titulaires de l'équipe havraise.
À la fin de la saison 2006-2007, il quitte son club formateur et est prêté en Football League One (troisième division anglaise) dans le club de Brighton.
Au début de la saison 2008-2009, il revient en France et signe dans le club breton de Vannes. Titulaire lors de sa première saison avec les Morbihannais, il occupe le poste d'arrière latéral droit  réussissant à combiner intelligence de jeux et une grande ténacité sur le terrain.. Il sera l'un des 11 vannetais sur la pelouse du Stade de France lors de la finale de la Coupe de la Ligue  2009 perdue face aux Girondins de Bordeaux. Au mois de juin 2011, à la suite de la descente du Vannes Olympique Club en National, le club décide de se séparer de l'ancien havrais qui rebondira plus tard en CFA à l'USJA Carquefou. Il montera en National à la fin de la saison 2011-2012 avec son nouveau club. En début de saison 2012-2013 il garde une place importante dans son club mais est victime d'une blessure (traumatisme crânien) l'écartant des terrains pendant plus de trois mois.

## Carrière
- 2002-2003 :  Le Havre AC  (L1, 26 matchs, 2 buts)
- 2003-2004 :  Le Havre AC  (L2, 24 matchs, 1 but)
- 2004-2005 :  Le Havre AC  (L2, 6 matchs, 1 but)
- 2005-2006 :  Le Havre AC (L2, 32 matchs, 5 buts)
- 2006-2007 :  Le Havre AC ((L2, 23 matchs, 2 buts)
- 2007-2008 :  Brighton (D3 (prêt), 26 matchs, 1 but)
- 2008-2009 :  Vannes OC (L2, 34 matchs)
- 2009-2010 :  Vannes OC (L2, 30 matchs)
- 2010-2011 :  Vannes OC (L2, 16 matchs 1 but)
- 2011-2013 :  USJA Carquefou
- 2013-2021 :  US Fécamp (DHR)[2],[3]
- depuis 2021 :  SC Octeville (R2 Entraineur)[1]